# Lavrenti Kalinov
Lavrenti Kalinov es un deportista rumano que compitió en piragüismo en la modalidad de aguas tranquilas. Ganó dos medallas en el Campeonato Mundial de Piragüismo en los años 1958 y 1963, y cinco medallas en el Campeonato Europeo de Piragüismo entre los años 1957 y 1963.

## Palmarés internacional
| Campeonato Mundial | Campeonato Mundial     | Campeonato Mundial | Campeonato Mundial |
| Año                | Lugar                  | Medalla            | Evento             |
| ------------------ | ---------------------- | ------------------ | ------------------ |
| 1958               | Praga (Checoslovaquia) | Medalla de plata   | C2 10 000 m        |
| 1963               | Jajce (Yugoslavia)     | Medalla de bronce  | C2 10 000 m        |
| Campeonato Europeo |                        |                    |                    |
| Año                | Lugar                  | Medalla            | Evento             |
| 1957               | Gante (Bélgica)        | Medalla de bronce  | C2 10 000 m        |
| 1959               | Duisburgo (RFA)        | Medalla de plata   | C2 1000 m          |
| 1959               | Duisburgo (RFA)        | Medalla de bronce  | C2 10 000 m        |
| 1961               | Poznań (Polonia)       | Medalla de bronce  | C2 10 000 m        |
| 1963               | Jajce (Yugoslavia)     | Medalla de bronce  | C2 10 000 m        |